# Thiozuur
De thiozuren vormen een klasse van zowel organische als anorganische zwavelverbindingen, die afgeleid zijn van zuurstofbevattende zuren.

## Organische thiozuren
Organische thiozuren kunnen worden opgevat als carbonzuren waarbij 1 of 2 zuurstofatomen is vervangen door een zwavelatoom. Er wordt in die context over thiocarbonzuren gesproken en er kan onderscheid gemaakt worden tussen 3 soorten:
- Thiolzuren: hierbij is zuurstof uit de hydroxylgroep vervangen door een zwavelatoom
- Thionzuren: hierbij is zuurstof uit de carbonylgroep vervangen door een zwavelatoom
- Dithiozuren: hierbij zijn beide zuurstoffen vervangen door een zwavelatoom

|           |           |            |
| Thiolzuur | Thionzuur | Dithiozuur |

Thiol- en thionzuren kunnen beschouwd worden als tautomeren van elkaar. De organische thiozuren zijn echter niet stabiel op zich, maar komen voor onder de vorm van zouten. Dit is voor een deel te wijten aan het feit dat de binding tussen koolstof en zwavel niet optimaal is.
Bekende derivaten van organische thiozuren zijn de esters van thiofosforzuren, die als insecticiden worden aangewend. Van de dithiocarbonzuren zijn vooral de xanthaten bekend.

## Anorganische thiozuren
Sommige anorganische zuurstofzuren hebben een zwavelequivalent. Zo is bijvoorbeeld thiozwavelzuur het thiozuur van zwavelzuur. Ook fosforzuur kent zijn zwavelequivalent: thiofosforzuur. Van deze laatste zijn talrijke esters bekend die ingezet worden als chemisch bestrijdingsmiddel, zoals diazinon, fenthion, malathion en parathion.